# Украс (часопис)
Украјинско-српски зборник Украс (укр. Українсько-сербський збірник Украс) је годишњак на украјинском језику посвећен представљању значајних појава српске уметности, културе и историје, као и веза украјинског и српског народа. Основан је 2006. године и уређују га главни уредник Дејан Ајдачић, Оксана Микитенко и Ала Татаренко. Украс је упућен читаоцима заинтересованим за културу, а уже славистима, србистима и украјинистима.